# Saint-Sulpice-le-Dunois

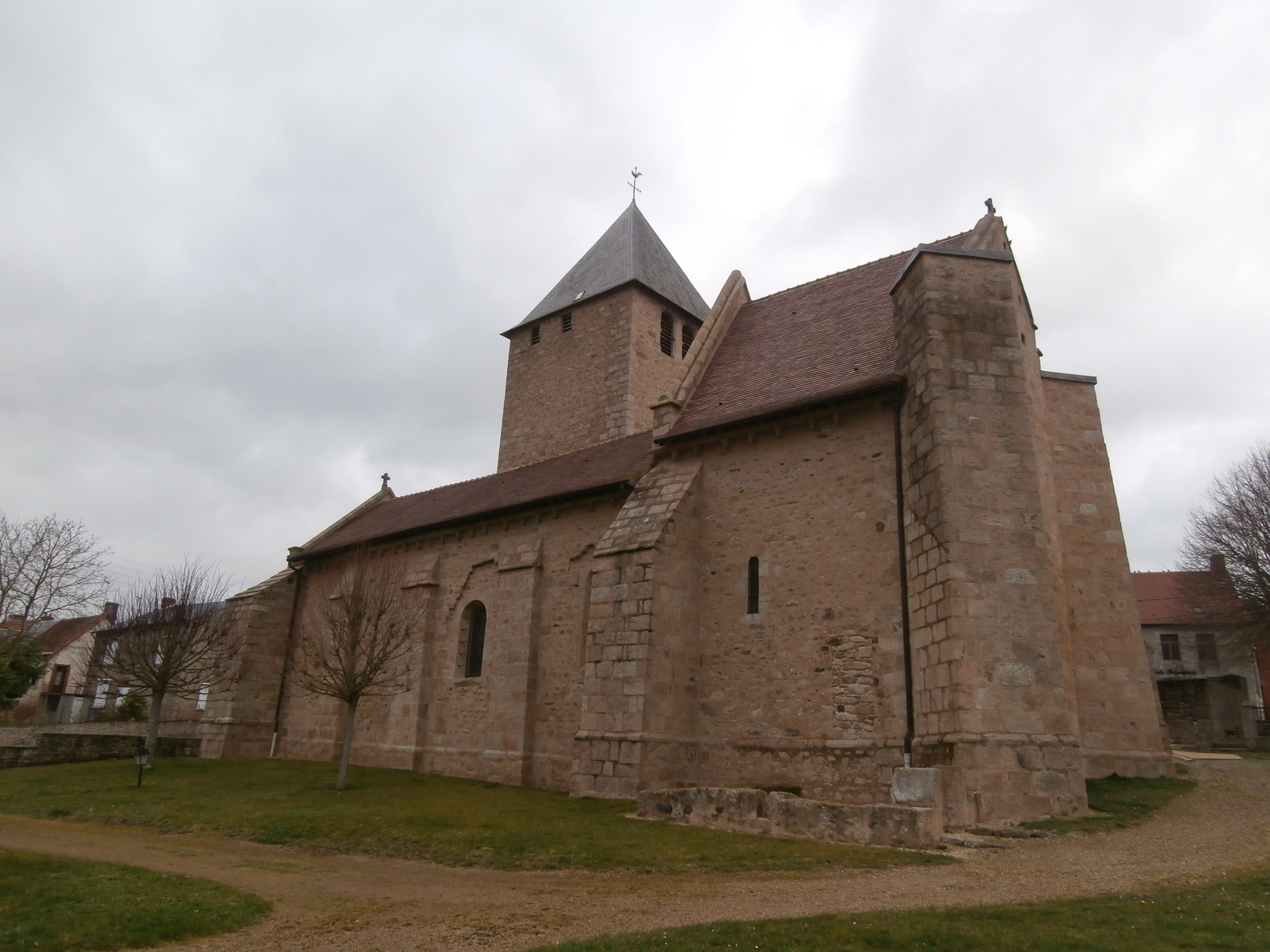
Romański kościół w Saint-Sulpice-le-Dunois (2014)

Saint-Sulpice-le-Dunois – miejscowość i gmina we Francji, w regionie Nowa Akwitania, w departamencie Creuse. Nazwa miejscowości pochodzi od imienia św. Sulpicjusza.
Według danych na rok 1990 gminę zamieszkiwało 698 osób, a gęstość zaludnienia wynosiła 23 osoby/km² (wśród 747 gmin Limousin Saint-Sulpice-le-Dunois plasuje się na 190. miejscu pod względem liczby ludności, natomiast pod względem powierzchni na miejscu 167.).

## Populacja

Populacja Saint-Sulpice-le-Dunois w latach 1962–2008